# جون راينر
جون راينر (بالإنجليزية: John Reiner)‏ هو رسام كارتون أمريكي، ولد في 1956 في نيويورك في الولايات المتحدة.